# Scînteia

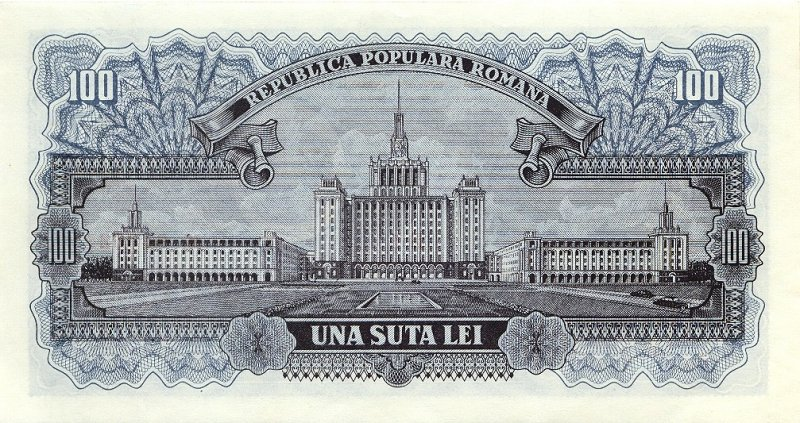
Banknot 100 rumuńskich lei z ilustracją Domu Wolnej Prasy w Bukareszcie

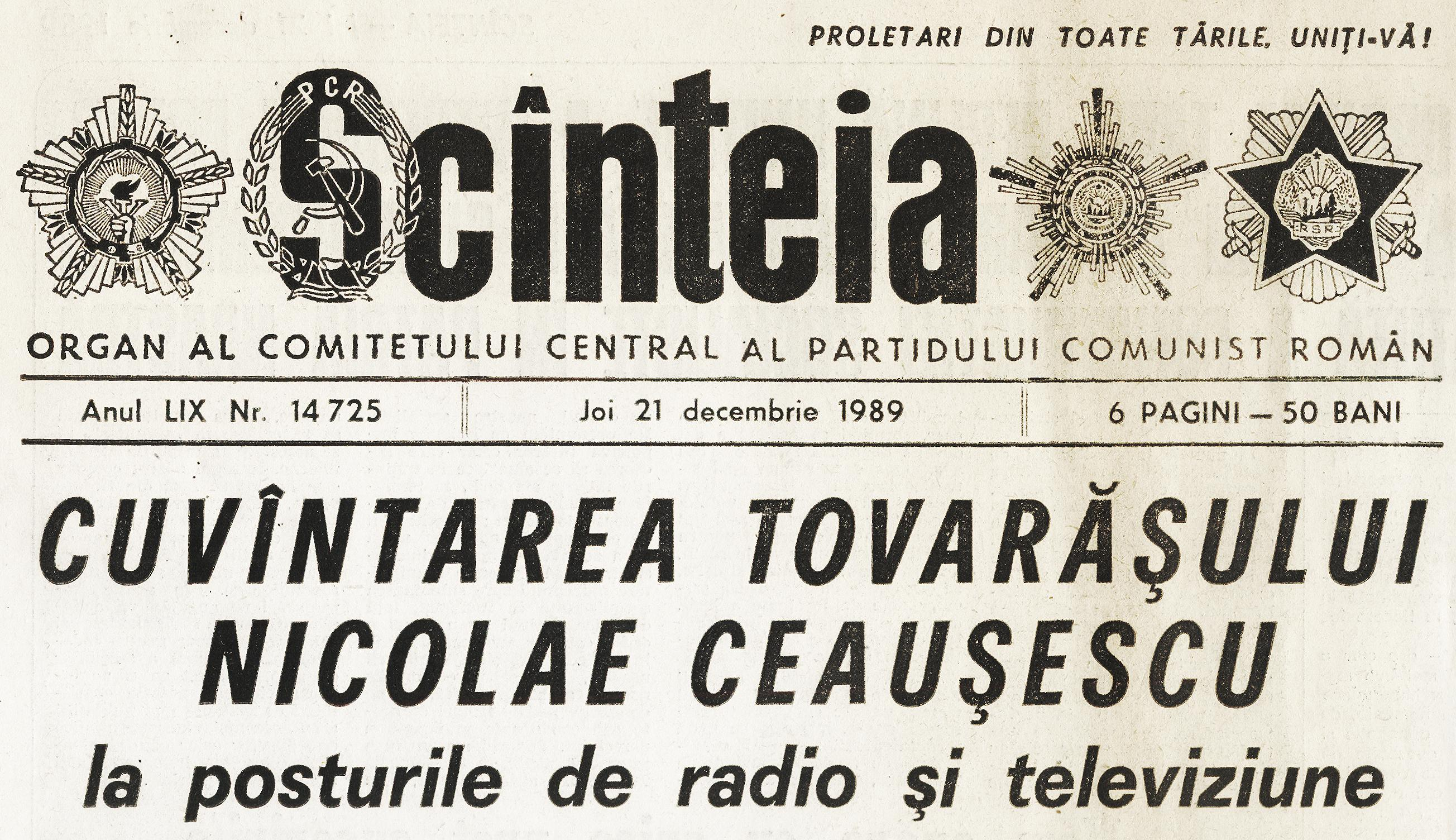
Przedostatni numer „Scînteii” z 21 grudnia 1989. Nagłówek brzmi: „Przemówienie tow. Nicolae Ceaușescu dla stacji radiowych i telewizyjnych” (oficjalna odpowiedź na wybuch Rumuńskiej Rewolucji)

Scînteia (do reformy pisowni w 1953 Scânteia, Iskra) – dziennik centralny Komunistycznej Partii Rumunii.

## Historia
Pierwsze numery opublikowała grupa rumuńskich komunistów w Odessie w 1919. Scînteia zaczęła ukazywać się legalnie dopiero po wycofaniu się Rumunii z państw Osi w 1944. W okresie Socjalistycznej Republiki Rumunii była to najważniejsza gazeta w kraju, wydawana jako organ prasowy Komitetu Centralnego Komunistycznej Partii Rumunii. Dziennik przestał ukazywać się w 1989 podczas rewolucji rumuńskiej, w związku z delegalizacją Komunistycznej Partii Rumunii. Większość majątku Scîntei przejął dziennik Adevărul (Prawda).

## Redaktorzy naczelni
- 1944–1947 – Miron Constantinescu
- 1947–1960 – Sorin Toma
- 1960–1965 – Theodor Marinescu
- 1965–1968 – Dumitru Popescu
- 1968–1978 – Alexandru Ionescu
- 1978–1981 – Constantin Mitea
- 1981–1984 – Ion Cumpănașu
- 1985–1989 – Ion Mitran

## Siedziba
Redakcja mieściła się w Bukareszcie przy str. Dobrogeanu Gherea 5 (1948-1950), od 1957 w Domu Scintei (Casa Scânteii) z 1957 (proj. Nicolae Bădescu, Horia Maicu) przy Piața Scânteii 1, którym po 1989 zmieniono nazwy na – Dom Wolnej Prasy (Casa Presei Libere) przy Piața Presei Libere.